# Liar (Davina Michelle)
Liar è un singolo della cantante olandese Davina Michelle, pubblicato il 20 novembre 2020 su etichetta discografica 8ball Music come quinto estratto dall'album di debutto My Own World.

## Tracce
1. Liar – 4:01
2. Liar (Live) – 6:06